# Zatoka Sachalińska
Zatoka Sachalińska (ros. Сахалинский залив) – zatoka Morza Ochockiego, leżąca pomiędzy wybrzeżem Azji (na północ od ujścia rzeki Amur) a północnym krańcem wyspy Sachalin. Została odkryta w 1639 roku przez ekspedycję Iwana Moskwitina.